# سار معمولی
سار اروپایی، سار سیاه یا سار معمولی (نام علمی: Sturnus vulgaris) گونه‌ای سار است که در سرده سارهای اوراسیایی قرار دارد. این گنجشک‌سان اندازه‌ای میانه دارند. طول این پرنده ۲۰ سانتی متر بوده و پرهای آن سیاه و براق است که البته در برخی سال‌ها خال‌های سفید در آن دیده می‌شود. رنگ پاهای پرنده صورتی است و نوک در زمستان سیاه و در تابستان زرد است. سارهای اروپایی جوانتر دارای پرهایی قهوه‌ایتر نسبت به نمونه‌های بزرگسال دارند. سار معمولی پرنده‌ای پرسروصدا است که این ویژگی هنگامی که در گروه‌های بزرگ هستند تشدید می‌شود،این پرنده در طول سال در نواحی شمالی کشور به وفوردیده می‌شود که معمولاً دردسته‌های بزرگ به صورت دسته جمعی در حال پرواز هستند، بازیر وروشدن زمین‌های کشاورزی این پرنده ازکرم‌های خاکی وحشرات وآفات نباتی تغذیه می‌کند بیشترین فصل دیده شدن این پرنده در پایان زمستان تا میانۀ بهار است.
به این پرنده در زبان گیلکی اصیل سیته و در زبان تبری(مازندرانی) شِکروم گفته می‌شود، معمولاً این پرنده توسط شکارچیان نسبت به گونه‌های همنوع خود کمتر شکار می‌شود چون بر این باورهستند که گوشت این پرنده طعم تلخی دارد.